# Български търговски агентства в Османската империя
Българските търговски агентства, а от 1909 година – консулства, са дипломатическите представителства на България в Османската империя в периода от 1897 до 1916 г.

## Статут
Възможност за откриването им е външнополитическата ситуация от 1897 година, създала се след началото на Гръцко-турската война.
В началото на 1909 година, след като е обявена независимостта на България (1908), търговските агентства официално са преобразувани в консулства, а завеждащите ги търговски агенти стават консули. В Цариград се помещава дипломатическо агентство, ръководено от Григор Начович, на когото агентствата редовно докладват дейността си.
При началото на Балканската война консулствата са закрити, а официално това става с указ на цар Фердинанд I през 1916 година.

## Дейност
Поради васалното положение на Княжество България до обявяването на независимостта (през 1908 година) функциите на консули се изпълняват от търговските агенти, които събират, систематизират и предават на Министерството на външните работи и изповеданията цялата информация, свързана с положението на българите в Македония и Одринска Тракия.
Агентствата създават своеобразна разузнавателна служба на територията на Европейска Турция, с която се занимават секретарите на агентствата – офицерите Тодор Марков, Манол Ракаров, Иван Парлапанов, Христо Лефтеров, Руси Лудогоров, Ан. Пинтев, Георги Кузманов, Радул Канели и други.
Такива търговски агентства съществуват в македонските градове Солун (Никола Семенов, Живко Добрев, Атанас Шопов), Скопие (Тодор Недков, Христо Минчович, Иван Икономов), Битоля (Никола Стойчев, Недялко Колушев, Георги Кожухаров, Петър Михайлов, Живко Добрев, Андрей Тошев, Тодор Недков, Милан Попов и д-р Александър Козаров) и Сяр (Георги Кожухаров, Никола Семенов), а в Тракия - в Одрин (Георги Стоев) и Дедеагач (закрито по-късно).
Търговските агенти поддържат контакти с ръководителите на Вътрешната македоно-одринска революционна организация, като се стремят да поддържат ролята на звено между организацията от една страна и Българската екзархия и Княжество България от друга. Неколкократно агентствата финансират ВМОРО с парични средства, а същевременно спомагат за разрешаване на разногласия в самата организация.
В писмо на Централния комитет на ВМОРО от 1906 година до агентите се казва, че тяхна цел е да: „свързват робския български народ в Турция с оня в свободното българско Княжество“, но и че изпращащите неверни сведения „ще се преследват съгласно правилниците и постановленията на организацията“.
Рапорти на секретарите на търговските агентства се съхраняват в Държавна агенция „Архиви“, фонд 23: Разузнавателен отдел.